# FCヴィートコヴィツェ
MFKヴィートコヴィツェ（英語: MFK Vítkovice）は、チェコのオストラヴァのヴィートコヴィツェをホームタウンとするサッカークラブ。

## 歴史
クラブは1919年にSKスラヴォイ・ヴィートコヴィツェの名前で創設された。1985-86シーズンはチェスコスロヴェンスカー・フォトバロヴァー・リガで優勝した。2010-11シーズンは秋の時点でモラヴスコスレスカー・フォトバロヴァー・リガ（チェコ3部リーグ）5位だったが、経済的な問題で破産手続きに入り、2011年にクラブは事実上消滅した。

## タイトル
- チェスコスロヴェンスカー・フォトバロヴァー・リガ：1回
  - 1985-86

## 欧州の成績
| シーズン | 大会                     | ラウンド | 対戦相手                   | ホーム | アウェー | 合計        |
| -------- | ------------------------ | -------- | -------------------------- | ------ | -------- | ----------- |
| 1986-87  | UEFAチャンピオンズカップ | 1回戦    | パリ・サンジェルマンFC     | 1-0    | 2-2      | 3-2         |
| 1986-87  | UEFAチャンピオンズカップ | 2回戦    | FCポルト                   | 1-0    | 0-3      | 1-3         |
| 1987-88  | UEFAカップ               | 1回戦    | AIKソルナ                  | 1-1    | 2-0      | 3-1         |
| 1987-88  | UEFAカップ               | 2回戦    | ダンディー・ユナイテッドFC | 1-1    | 2-1      | 3-2         |
| 1987-88  | UEFAカップ               | 3回戦    | ヴィトーリアSC             | 2-0    | 0-2      | 2-2 (5-4 p) |
| 1987-88  | UEFAカップ               | 準々決勝 | RCDエスパニョール          | 0-0    | 0-2      | 0-2         |